# Russian Railroads
Russian Railroads ist ein Brettspiel für zwei bis vier Spieler von Helmut Ohley und Leonhard Orgler. Veröffentlicht wurde das Spiel 2013 im Hans im Glück Verlag. Es beruht auf dem „Worker Placement“-Prinzip, bei welchem die Spieler reihum ihre verfügbaren Arbeitskräfte auf freien Feldern verteilen können, um so Ressourcen oder andere Vorteile zu erlangen. Diese Spielprinzip findet auch bei anderen Spielen des Verlags Verwendung, wie zum Beispiel Stone Age oder Egizia.

## Thema und Ziel des Spiels
In Russian Railroad übernehmen die Spieler die Rollen von Eisenbahnmagnaten im späten Zarenreich. Durch das Einsetzen von Arbeitskräften können Baumaterialien erwirtschaftet, neue Arbeitskräfte angeworben und begabte Ingenieure angeheuert werden. Das Ziel des Spiels ist es, mehr Siegpunkte durch das Erbauen der Eisenbahnstrecken zu erhalten als alle anderen Spieler.

## Erweiterungen
Neben dem Hauptspiel veröffentlichte der Verlag noch drei Erweiterungen. Die erste Erweiterung Die Neuen Ingenieure enthält sechs neue Spielplättchen und vier neue Ingenieure. Auf der Rückseite befindet sich eine Erweiterung zu Stone Age. Die zweite Erweiterung hat einen größeren Umfang und heißt German Railroads. Neben neuen Ingenieurskarten und Spielplättchen gibt es ein neues Brett, auf dem deutsche Bahnstrecken gebaut werden müssen. Außerdem werden die Basisregeln durch das „Kohle-Modul“ und einer Solovariante erweitert. Außerdem erschien die Erweiterung American Railroads mit amerikanischen Strecken und Aktienmarkt.

## Bilder

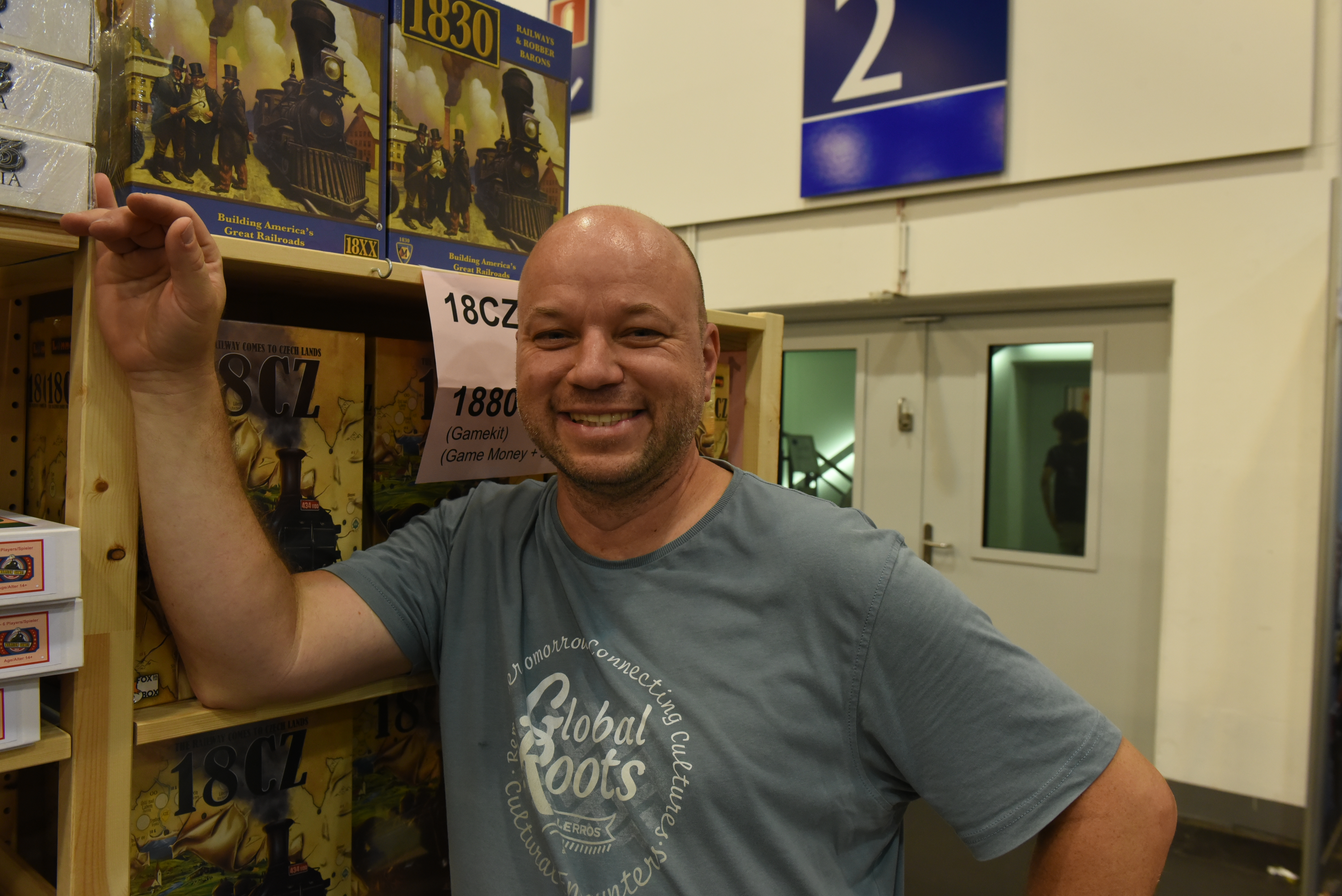
Der Spieleautor Leonhard Orgler